# Stenogyne cinerea
Stenogyne cinerea är en kransblommig växtart som beskrevs av Wilhelm B. Hillebrand. Stenogyne cinerea ingår i släktet Stenogyne och familjen kransblommiga växter. Inga underarter finns listade i Catalogue of Life.